# Julian Huxley (rugbista)
Julian L. Huxley (Sydney, 3 agosto 1979) è un rugbista a 15 australiano, utility back che può ricoprire i ruoli di apertura, centro o estremo. Esordiente negli Wallabies nel 2007, la sua carriera ha avuto un'interruzione a causa di un tumore al cervello, che l'ha costretto a stare lontano dal campo di gioco fino ai primi mesi del 2010; è stato ingaggiato dalla neonata formazione dei Melbourne Rebels a partire dalla stagione 2011.

## Biografia
Cresciuto a Woollahra, municipalità di Sydney della quale sua madre Keri fu anche sindaco dal 1999 al 2008, Huxley esordì da professionista nei Brumbies di Canberra nel 2002; fu nei Reds di Brisbane che Huxley si impose dalla stagione successiva, tanto da divenire titolare a titolo più o meno stabile e tornare a richiamare le attenzioni della sua squadra d'origine, i Brumbies, nelle cui file tornò in occasione del Super 14 2007, una volta che fu chiaro che i Reds avevano puntato, come prima scelta nel ruolo di estremo, il nazionale Chris Latham
Il 2007 fu anche l'anno in cui Huxley esordì nei Wallabies, all'età di 27 anni: chiamato in sostituzione di Chris Latham, disputò il suo primo incontro in maggio contro il Galles; più tardi prese parte alla Coppa del Mondo di rugby 2007 in Francia, nel corso della quale giunse fino ai quarti di finale.
A marzo 2008, durante un incontro che vedeva opposti i Brumbies all'ex squadra di Huxley, i Reds, nel corso di un tentativo di placcaggio il giocatore rimase a terra preda di convulsioni; portato fuori dal campo e sottoposto a risonanza magnetica, gli fu rilevato un tumore cerebrale, asintomatico, di supposta natura benigna.
Dalla diagnosi del tumore al ritorno in campo di Huxley trascorsero due anni: il primo incontro dopo l'intervento chirurgico di rimozione del tumore è del marzo 2010, nella squadra riserve dei Brumbies; il rientro nel Super 14 è il mese successivo, contro i Chiefs.
Al termine della stagione Huxley ha annunciato di aver siglato un contratto con la nuova formazione di Melbourne, i Rebels, che dal 2011 prende parte al Super Rugby come quinta franchise australiana.